# Charles de Lint
Charles de Lint (* 22. Dezember 1951 in Bussum, Niederlande; eigentlich Charles Hoefsmit) ist ein kanadischer Fantasy-Autor und Musiker.

## Biographie
Nach seinem Fantasy-Erstlingswerk The Oak King's Daughter (1979) blieb Lint dem Genre treu und erweiterte dieses Buch zunächst zum Zyklus Tales of Cerin Songweaver. Werke wie Grünmantel (Greenmantle, 1988) und Das kleine Land (The Little Country) folgen. Zusammen mit Philip José Farmer zeichnet Lint für einen Teil des Dungeon-Zyklus verantwortlich. Zudem verfasste er mehrere Horrorromane. 2000 gewann er den World Fantasy Award für Moonlight and Vines. Er lebt in Ottawa und war verheiratet mit der Künstlerin MaryAnn Harris die im Jahr 2024 starb.
2018 erhielt er den World Fantasy Award für sein Lebenswerk.

## Werke
- Das kleine Land (Originaltitel: Little Country). Heyne Verlag, 1995 (übersetzt von Norbert Stöbe)
  1. Das verborgene Volk. ISBN 978-3-453-07997-7
  2. Die vergessene Musik. ISBN 978-3-453-07998-4
- Grünmantel. Heyne Verlag, 1997, ISBN 978-3-453-12689-3
- Yarrow. An Autumn Tale. 1986